# 克拉斯納 (佳切夫區)
48°14′15″N 23°56′8″E / 48.23750°N 23.93556°E
克拉斯納（烏克蘭語：Красна）是位於烏克蘭西部外喀爾巴阡州的佳奇夫區的村莊，始建於1810年，面積56平方公里，海拔高度506米，2001年人口2,587。